# Hypericum trichocaulon
Hypericum trichocaulon är en johannesörtsväxtart som beskrevs av Pierre Edmond Boissier och Heldr.. Hypericum trichocaulon ingår i släktet johannesörter, och familjen johannesörtsväxter. Inga underarter finns listade i Catalogue of Life.